# Виктор Скворц
Виктор Павел Скворц (на полски: Wiktor Paweł Skworc) е полски римокатолически духовник, доктор на хуманитарните науки, епископ на Тарновската епархия (1998 – 2011), катовишки архиепископ митрополит от 2011 до 2023 година.

## Биография
Виктор Скворц е роден на 19 май 1948 година в село Белшовице (днес район на Руда Шльонска). През 1966 година завършва общообразователен лицей в Руда Шльонска, след което продължава образованието си във Висшата Шльонска духовна семинария в Краков. На 19 април 1973 година е ръкоположен за свещеник от Хенрик Беднож, катовишки епископ. През август същата година е назначен за викарий на енорията „Св. ап. Петър и Павел“ в Катовице. В периода 1975 – 1980 година работи като секретар и капелан на катовишкия епископ. През 1979 година се дипломира като бакалавър по богословие в Католическата богословска академия (КБА) във Варшава. От 1980 година изпълнява функциите на канцлер на епархийната курия в Катовице, а от 1992 година е генерален викарий. През 1995 година защитава докторска дисертация в КБА на тема „Изграждането на църкви в периода 1945 – 1989“ (на полски: Budownictwo kościołów w diecezji katowickiej w latach 1945 – 1989)
На 13 декември 1997 година папа Йоан Павел II го номинира за тарновски епископ. Приема епископско посвещения (хиротония) на Богоявление (6 януари) 1998 година в базиликата Св. Петър в Рим от ръката на папата, в съслужие с Джовани Батиста Ре, титулярен архиепископ на Форум Новум и Хорхе Мария Мехия, титулярен архиепископ на Аполония. Влиза тържествено в Тарновската катедрала като епископ на 25 януари.
На 29 октомври 2011 година папа Бенедикт XVI го номинира за катовишки архиепископ митрополит. Приема канонично архиепархията и влиза тържествено в Катовишката архикатедрала на 26 ноември. На 29 юни 2012 година в Рим приема от ръцете на папата митрополитския палиум.